# Della Vittoria
Della Vittoria är Roms femtonde quartiere och har beteckningen Q. XV. Quartiere Della Vittoria bildades år 1921 och hade initialt namnet Milvio. År 1935 ändrades namnet till Della Vittoria, vilket åsyftar segern (la vittoria) i första världskriget.

## Kyrkobyggnader
- Santa Chiara a Vigna Clara
- San Filippo Neri di Villa Cidonio
- Santa Giovanna Antida Thouret delle Suore della Carità
- Gran Madre di Dio
- San Lazzaro dei Lebbrosi
- Santa Lucia a Piazza d'Armi
- Santa Maria Regina Apostolorum
- Santa Maria Mater Dei
- Santa Maria del Rosario a Monte Mario
- Sacro Cuore di Cristo Re

Dekonsekrerade kyrkobyggnader
- Madonna del Buon Consiglio a Via della Camilluccia

## Övrigt
- Foro Italico
- Villa Madama
- Palazzo della Farnesina
- Ponte del Risorgimento
- Ponte della Musica-Armando Trovajoli
- Ponte Duca d'Aosta
- Ponte Giacomo Matteotti
- Ponte Milvio
- Fontana di piazza Mazzini
- Riserva naturale di Monte Mario

## Bilder
| - Santa Chiara a Vigna Clara. - Santa Giovanna Antida Thouret delle Suore della Carità. - Gran Madre di Dio. - San Lazzaro dei Lebbrosi. - Santa Lucia a Piazza d'Armi. - Santa Maria Regina Apostolorum - Santa Maria del Rosario a Monte Mario. - Sacro Cuore di Cristo Re. |